# The Mayfield Four
The Mayfield Four foi uma banda post-grunge formada no verão de 1996 Spokane, Washington, e terminou em 2002.
Com um vocal diferenciado comparado com as bandas da época, a banda possui apenas dois álbuns, Fallout e Second Skin. Segundo o vocalista Myles Kennedy, foi emanada de uma amizade desde a juventude o que faz com que o som saia com amor e qualidade superior, com influencias de Police, Led Zeppelin e Rolling Stones.[carece de fontes?]

## Discografia

### Álbuns de estúdio
- 1998 - Fallout
- 2001 - Second Skin

### EP
- 1997 - Motion

### Demo
- 1996 - Thirty Two Point Five Hours